# حياتها الخاصة
حياتها الخاصة (بالكورية: 그녀의 사생활)؛ هو مسلسل تلفزيوني كوري جنوبي من بطولة بارك من يونغ، وكيم جاي ووك. عرض المسلسل على قناة تي في إن في الفترة من 10 أبريل حتى 30 مايو 2019.

## القصة
تدور أحداث الدراما حول “سونغ دوك مي” وهي منسقة معارض موهوبة تعيش حياة مزدوجة كمنسقة معارض وخبيرة في موقع للمعجبين بالأيدول “سي آن”. إنها إيجابية في كلا جانبي حياتها، وبسبب إدمانها في كونها معجبة بالايدول، اضطرت إلى الإنفصال مع العديد من أحبائها .. تلتقي بـ ريان وهو مخرج جديد في المعرض حيث تعمل، رايان كان رسامًا في السابق، لديه حس في عالم الفن منذ بدايته إلى تقاعده، وهو يشهد الآن نجاحًا مهنيًا كمخرج، رايان يكتشف حياة “سونغ دوك مي” المزدوجة فيبدأ بالإعجاب بها.

## روابط خارجية
حياتها الخاصة على موقع IMDb (الإنجليزية)
- حياتها الخاصة على موقع روتن توميتوز (الإنجليزية)
- حياتها الخاصة على موقع نتفليكس (الإنجليزية)
- حياتها الخاصة على موقع كينوبويسك (الروسية)
- حياتها الخاصة على موقع قاعدة بيانات الفيلم (الإنجليزية)